# Ras Dashen
Ras Dashen eller Ras Dejen (også Ras Dashan; ge'ez ራስ ደሸን rās dāshen eller ራስ ደጀን rās dejen) er det højeste bjerg i Etiopien og det fjerde højeste i Afrika. Bjerget er 4.550 meter højt, og ligger i Simien nationalpark, nordøst for Tanasøen.
Bjerggrunden er basalt, og ifølge den svenske geograf Erik Nilsson er bjerget den østlige top af en stor vulkan, hvor den nordlige del er eroderet ned, ca. 1.000 meter af flere raviner som løber ud i Tekezéfloden. Vulkanens venstre del består af Bwahitbjerget (4.437 moh).
Det amhariske navn Ras Dejen skrives Ras Dashen af de etiopiske kortmyndigheder. Navnet betyder «vagtpost» eller «kejserens general».
Den første dokumenterede bestigning blev gjort af de franske officerer Ferret og Galinier i 1841; Det er dog muligt at befolkningen i området har nået toppen tidligere, da det er en overkommelig bestigning, og der findes både bygninger og græsningsområder i nærheden.

## Eksterne kilder og henvisninger
1. ↑  Det findes forskellige oplysninger om højden; snl.no angivr det konventionelle 4.620. De etiopiske kortmyndigheder publicerede i 2005 oplysninger om at højden er 4.550 moh. en justering fra tidligere målinger på 4.533 moh. Kilde: csa.gov.et: Climate 2010 Arkiveret 13. november 2011 hos  Wayback Machine
2. 1 2  Erik Nilsson, "Traces of Ancient Changes of Climate in East Africa: Preliminary Report", Geografiska Annaler, 17 (1935), p. 13
3. ↑  "peakware.com". Arkiveret fra originalen 14. maj 2011. Hentet 2. oktober 2012.